# Albert William Herre
Albert William Christian Theodore Herre (Toledo, 16 de setembro de 1868 – Santa Cruz, 16 de janeiro de 1962) foi um renomado zoólogo americano tendo se especializado em ictiologia e ecologia.

## Vida
Herre nasceu em 1868 em Toledo, Ohio.
Ele foi ex-aluno da Universidade de Stanford, onde se formou bacharel em botânica em 1903. Herre também fez mestrado e doutorado, ambos em ictiologia.
Ele morreu em Santa Cruz, Califórnia, em 1962.

## Trabalho nas Filipinas
Albert W. Herre era talvez mais conhecido por seu trabalho taxonômico nas Filipinas, onde foi Chefe de Pesca do Departamento de Ciência de Manila de 1919 a 1928. Enquanto trabalhava no Departamento de Ciência do Governo Insular das Ilhas Filipinas (administrados pelos Estados Unidos na época), Herre foi responsável por descobrir e descrever muitas novas espécies de peixes.

## Legado
Herre é comemorado com o nome científico de uma espécie de lagartixa, Lepidodactylus herrei , que é endêmica nas Filipinas.

## Trabalhos selecionados
- Herre, A. W. (1927). «Gobies of the Philippines and the China sea». Manila:Bureau of Printing. The Philippine Bureau of Science, Monographic Publications on Fishes. 23. 78 páginas
- Herre, A. W. (1925). «Notes on Philippine Sharks, II. The great white shark, the whale shark, and the cat sharks and their allies in the Philippines». Manila:Bureau of Printing. Philippine Journal of Fisheries. 26 (1): 113–129
- Herre, A. W. (1924). «Distribution of the true fresh-water fishes in Philippines I: The Philippine Cyprinidae». Manila:Bureau of Printing. Philippine Journal of Science. 24 (3): 249–307